# 김이양
김이양(1755년 ~ 1845년)은 조선 후기의 문신이다. 본관은 (신)안동, 자는 명여이다. 할아버지는 김시술이고, 아버지는 김현행이며, 어머니는 윤지술의 딸이다. 초명은 김이영이었으나 예종의 이름과 비슷하여 피휘하기 위해 이름을 김이양으로 개명했다.

## 생애
정조 때 생원으로 문과에 급제하였고 검열이 되었으며 전라도암행어사가 되어서 탐관오리들을 적발하였다. 이후 의정부검상을 거쳐서 충청도관찰사로 승진, 순조 때 경상도관찰사로 옮겨서 사간원대사간, 이조참의, 승지 등의 관직을 지내면서 비변사제조도 겸하였다. 이후 도승지로 승차하였고 호군으로 특진관을 겸한 뒤에 이조참판으로 승차했고 함경도관찰사가 되었다. 함경도관찰사로 있으면서 그 지방의 기강확립에 힘을 쓰는 한편, 민생안정에 주력하였다. 이후 한성부판윤이 되었고 예조판서, 이조판서, 호조판서를 하면서 판의금부사를 겸했다. 이후 다시 이조판서, 한성부판윤, 병조판서를 하면서 계속 판의금부사를 겸했고 지중추부사로 물러났다가 호조판서로 홍문관제학, 우빈객을 겸했다. 이후 공조판서, 한성부판윤, 의정부좌참찬으로 예문관제학, 좌빈객, 판의금부사를 계속 겸했다. 이후 예조판서, 호조판서 등을 하면서 좌부빈객, 우빈객, 좌빈객 등을 계속 겸했고 수원부유수로 외직에 나갔다가 돌아와서 다시 호조판서, 예조판서를 했다. 이후 지중추부사를 거쳐 봉조하로 물러났다가 1845년에 별세하였다.